# Deipenbecke (Ruhr, Witten)
Der Deipenbecke, auch Hardensteiner Bach genannt, ist ein Fließgewässer in Witten, Ennepe-Ruhr-Kreis. Sie durchfließt das Naturschutzgebiet Hardenstein und mündet bei der Burg Hardenstein linksseitig in die Ruhr. Einige Teile des Bachbetts sind betoniert.